# 8 février 1901
Le vendredi 8 février 1901 est le 39e jour de l'année 1901.

## Naissances
- Antoine Guitton (mort le 27 juin 1977), personnalité politique française
- Janina Kurkowska-Spychajowa (morte le 6 juin 1979), archère polonaise
- Salvador Martínez Surroca (mort le 21 août 1974), joueur de football espagnol

## Décès
- Benjamin Prentiss (né le 23 novembre 1819), soldat et homme politique américain
- Otto Reinhold Jacobi (né le 27 février 1812), artiste allemand